# إدي باري
إدي باري (بالإنجليزية: Eddie Barry)‏ هو ممثل أمريكي، ولد في 1 أكتوبر 1887 بفيلادلفيا في الولايات المتحدة، وتوفي في 22 يناير 1967 في المملكة المتحدة.

## وصلات خارجية
- إدي باري على موقع IMDb (الإنجليزية)
- إدي باري على موقع قاعدة بيانات الأفلام السويدية (السويدية)
- إدي باري على موقع قاعدة بيانات الفيلم (الإنجليزية)
- إدي باري على موقع كينوبويسك (الروسية)